# No Parlez
No Parlez är den brittiske sångaren Paul Youngs debutalbum, utgivet i juli 1983.
No Parlez blev en stor framgång. Det placerade sig etta på brittiska albumlistan fem veckor och låg totalt 119 veckor på listan. Det blev även etta på den svenska albumlistan och i flera andra europeiska länder. Albumet innehåller bland annat låten Wherever I Lay My Hat (That's My Home) som toppade brittiska singellistan tre veckor i följd. Även uppföljarna Come Back and Stay och Love of the Common People blev stora hits i Storbritannien med fjärde respektive andra plats på singellistan.
I en recension i Allmusic beskrivs No Parlez som en av 1980-talets säkraste albumdebuter och som en av de finaste popsoul-skapelserna genom tiderna.

## Låtförteckning
LP 1983
1. Come Back and Stay
2. Love Will Tear Us Apart
3. Wherever I Lay My Hat (That's My Home)
4. Ku Ku Kurama
5. No Parlez
6. Love of the Common People
7. Oh Women
8. Iron Out the Rough Spots
9. Broken Man
10. Tender Trap
11. Sex

CD 1988
1. Come Back and Stay
2. Love Will Tear Us Apart
3. Wherever I Lay My Hat (That's My Home)
4. Ku Ku Kurama
5. No Parlez
6. Behind Your Smile
7. Love of the Common People
8. Oh Women
9. Iron Out the Rough Spots
10. Broken Man
11. Tender Trap
12. Sex

2CD 2008
1. Come Back and Stay
2. Love Will Tear Us Apart
3. Wherever I Lay My Hat (That's My Home)
4. Ku Ku Kurama
5. No Parlez
6. Love of the Common People
7. Oh Women
8. Iron Out the Rough Spots
9. Broken Man
10. Tender Trap
11. Sex
12. Come Back and Stay (12" Mix)
13. Iron Out the Rough Spots (12" Mix)
14. Love of the Common People (12" Mix)
15. Behind Your Smile
16. I've Been Lonely for So Long
17. Yours
18. Sex (Demo version)
19. Pale Shelter (Demo version)
20. Better to Have and Don't Need (Live version)
21. Wherever I Lay My Hat (That's My Home) (Live version)